# Сосновский, Игорь Петрович
Игорь Петрович Сосновский (1916—1988) — советский натуралист, писатель, общественный деятель, директор Московского зоопарка (1951—1977).

## Биография
Родился в семье служащих. Отец умер от тифа в 1919 году. В 1921 году вместе с матерью переехал в Москву. После окончания семилетней школы поступил в 1933 году в училище при Автомобильном заводе им. И. В. Сталина. До осени 1934 года был рабочим на заводе.
В 1934 году перешёл на работу в Московский зоопарк секретарём Кружка юных биологов зоопарка. После окончания зоотехнических курсов был назначен заместителем заведующего террариумом.
В 1937—1940 годах служил в РККА. После демобилизации работал в зоопарке заведующим отделом герпетологии.
В 1941 г. Игорь Петрович ушёл на фронт добровольцем, служил в артиллерийских войсках и вернулся с Великой Отечественной войны в звании гвардии капитана.
С октября 1946 года — заведующий биологическим отделом зоокомбината зоопарка, директор зоокомбината.
В 1951—1977 годах — директор Московского зоопарка .
Награждён многими орденами и медалями, имел правительственные награды за заслуги в развитии зоопарка и звание «Заслуженный работник культуры РСФСР». Много путешествовал, был в Индии, Китае, Англии, Чехословакии. Автор многочисленных брошюр и книг по биологии диких животных и содержанию их в зоопарках. Опубликовал более 800 заметок и статей в советских и иностранных периодических изданиях. Статьи Игоря Петровича печатались в различных журналах: «Огонёк», «Природа», «Юный натуралист» и других, имел в газете «Вечерняя Москва» постоянный раздел о новостях зоопарка.
Похоронен в Москве на Кузьминском кладбище.

## Почётные звания и награды
- Заслуженный работник культуры РСФСР (1967)

## Книги
- Среди зверей и птиц (1964)
- Беспокойное хозяйство (1964)
- Питомцы Московского зоопарка (1974)
- Путеводитель по Московскому зоопарку (1978)
- О редких животных мира (1982)
- Амфибии и рептилии леса (1983)
- Редкие и исчезающие животные. По страницам Красной книги СССР (1987)
- За кулисами зоопарка (1989)